# Pokropiwna
Pokropiwna – wieś na Ukrainie w rejonie tarnopolskim należącym do obwodu tarnopolskiego.